# Harmon Bay
Die Harmon Bay ist eine etwa 11 km breite Bucht an der Walgreen-Küste des westantarktischen Marie-Byrd-Lands. Sie liegt am nördlichen Ende der Bear-Halbinsel und wird durch das nordöstliche Ufer des Moore Dome, die Mündung des Park-Gletschers und das nordwestliche Ende der Gurnon-Halbinsel begrenzt.
Der United States Geological Survey kartierte sie anhand eigener Vermessungen und Luftaufnahmen der United States Navy aus den Jahren von 1959 bis 1966. Das Advisory Committee on Antarctic Names benannte sie nach Robert H. Harmon von der United States Coast Guard, Offizier auf der USCGC Burton Island bei der Operation Deep Freeze des Jahres 1969.